# 1882
Il 1882 (MDCCCLXXXII in numeri romani) è un anno  del XIX secolo.

## Eventi
- L'Inghilterra occupa l'Egitto.
- Nasce la colonia britannica del Borneo del Nord.
- Il Governo Depretis IV approva la riforma elettorale.
- Viene fondata la Society for Psychical Research.
- Axel Paulsen, alla prima competizione internazionale di pattinaggio di figura di Vienna, esegue il primo axel della storia, l'unico salto, nel pattinaggio artistico, in cui si parte in avanti sul filo esterno sinistro.
- 2 gennaio – John D. Rockefeller unisce tutte le sue compagnie petrolifere nella Standard Oil.
- 19 marzo – Iniziano ufficialmente i lavori per la Sagrada Família, a Barcellona.
- 24 marzo – Robert Koch scopre il bacillo della tubercolosi.
- 20 maggio – Il Trattato della Triplice Alleanza viene firmato a Vienna da Italia, Impero austro-ungarico e Germania.
- 21 maggio – Inaugurata la ferrovia del Gottardo.
- 5 giugno – Nasce ufficialmente il Kodokan, fondato da Jigoro Kano. Tra i primi allievi di quell'anno figura anche Saigo Shiro.
- 30 giugno – Charles J. Guiteau viene impiccato a Washington per aver sparato al presidente James Garfield.
- 2 luglio – Viene fondata la Scuola superiore d'Arte applicata all'Industria del Castello Sforzesco.
- 26 luglio – Bayreuth, Germania: Prima esecuzione dell'opera lirica Parsifal di Richard Wagner.
- Emigrazione di famiglie della Valsugana verso la Bosnia. Nasce il villaggio di Štivor.
- 2 settembre – A Filadelfia, il fotografo William Nicholson Jennings riesce a fotografare per la prima volta un fulmine.[1]
- 4 settembre – Thomas Edison inaugura la prima centrale elettrica a New York.
- La Serbia ottiene l'indipendenza dall'Impero Ottomano.

## Nati
Ci sono circa 1 100 voci su persone nate nel 1882; vedi la pagina Nati nel 1882 per un elenco descrittivo o la categoria Nati nel 1882 per un indice alfabetico.

## Morti
Ci sono circa 360 voci su persone morte nel 1882; vedi la pagina Morti nel 1882 per un elenco descrittivo o la categoria Morti nel 1882 per un indice alfabetico.

## Calendario
| Calendario 1882 | Calendario 1882 | Calendario 1882 | Calendario 1882 | Calendario 1882 | Calendario 1882 | Calendario 1882 | Calendario 1882 | Calendario 1882 | Calendario 1882 | Calendario 1882 | Calendario 1882 | Calendario 1882 | Calendario 1882 | Calendario 1882 | Calendario 1882 | Calendario 1882 | Calendario 1882 | Calendario 1882 | Calendario 1882 | Calendario 1882 | Calendario 1882 | Calendario 1882 | Calendario 1882 | Calendario 1882 | Calendario 1882 | Calendario 1882 | Calendario 1882 | Calendario 1882 | Calendario 1882 | Calendario 1882 | Calendario 1882 | Calendario 1882 |
| --------------- | --------------- | --------------- | --------------- | --------------- | --------------- | --------------- | --------------- | --------------- | --------------- | --------------- | --------------- | --------------- | --------------- | --------------- | --------------- | --------------- | --------------- | --------------- | --------------- | --------------- | --------------- | --------------- | --------------- | --------------- | --------------- | --------------- | --------------- | --------------- | --------------- | --------------- | --------------- | --------------- |
|                 | 1               | 2               | 3               | 4               | 5               | 6               | 7               | 8               | 9               | 10              | 11              | 12              | 13              | 14              | 15              | 16              | 17              | 18              | 19              | 20              | 21              | 22              | 23              | 24              | 25              | 26              | 27              | 28              | 29              | 30              | 31              |                 |
| Gennaio         | Do              | Lu              | Ma              | Me              | Gi              | Ve              | Sa              | Do              | Lu              | Ma              | Me              | Gi              | Ve              | Sa              | Do              | Lu              | Ma              | Me              | Gi              | Ve              | Sa              | Do              | Lu              | Ma              | Me              | Gi              | Ve              | Sa              | Do              | Lu              | Ma              |                 |
| Febbraio        | Me              | Gi              | Ve              | Sa              | Do              | Lu              | Ma              | Me              | Gi              | Ve              | Sa              | Do              | Lu              | Ma              | Me              | Gi              | Ve              | Sa              | Do              | Lu              | Ma              | Me              | Gi              | Ve              | Sa              | Do              | Lu              | Ma              |                 |                 |                 |                 |
| Marzo           | Me              | Gi              | Ve              | Sa              | Do              | Lu              | Ma              | Me              | Gi              | Ve              | Sa              | Do              | Lu              | Ma              | Me              | Gi              | Ve              | Sa              | Do              | Lu              | Ma              | Me              | Gi              | Ve              | Sa              | Do              | Lu              | Ma              | Me              | Gi              | Ve              |                 |
| Aprile          | Sa              | Do              | Lu              | Ma              | Me              | Gi              | Ve              | Sa              | Do              | Lu              | Ma              | Me              | Gi              | Ve              | Sa              | Do              | Lu              | Ma              | Me              | Gi              | Ve              | Sa              | Do              | Lu              | Ma              | Me              | Gi              | Ve              | Sa              | Do              |                 |                 |
| Maggio          | Lu              | Ma              | Me              | Gi              | Ve              | Sa              | Do              | Lu              | Ma              | Me              | Gi              | Ve              | Sa              | Do              | Lu              | Ma              | Me              | Gi              | Ve              | Sa              | Do              | Lu              | Ma              | Me              | Gi              | Ve              | Sa              | Do              | Lu              | Ma              | Me              |                 |
| Giugno          | Gi              | Ve              | Sa              | Do              | Lu              | Ma              | Me              | Gi              | Ve              | Sa              | Do              | Lu              | Ma              | Me              | Gi              | Ve              | Sa              | Do              | Lu              | Ma              | Me              | Gi              | Ve              | Sa              | Do              | Lu              | Ma              | Me              | Gi              | Ve              |                 |                 |
| Luglio          | Sa              | Do              | Lu              | Ma              | Me              | Gi              | Ve              | Sa              | Do              | Lu              | Ma              | Me              | Gi              | Ve              | Sa              | Do              | Lu              | Ma              | Me              | Gi              | Ve              | Sa              | Do              | Lu              | Ma              | Me              | Gi              | Ve              | Sa              | Do              | Lu              |                 |
| Agosto          | Ma              | Me              | Gi              | Ve              | Sa              | Do              | Lu              | Ma              | Me              | Gi              | Ve              | Sa              | Do              | Lu              | Ma              | Me              | Gi              | Ve              | Sa              | Do              | Lu              | Ma              | Me              | Gi              | Ve              | Sa              | Do              | Lu              | Ma              | Me              | Gi              |                 |
| Settembre       | Ve              | Sa              | Do              | Lu              | Ma              | Me              | Gi              | Ve              | Sa              | Do              | Lu              | Ma              | Me              | Gi              | Ve              | Sa              | Do              | Lu              | Ma              | Me              | Gi              | Ve              | Sa              | Do              | Lu              | Ma              | Me              | Gi              | Ve              | Sa              |                 |                 |
| Ottobre         | Do              | Lu              | Ma              | Me              | Gi              | Ve              | Sa              | Do              | Lu              | Ma              | Me              | Gi              | Ve              | Sa              | Do              | Lu              | Ma              | Me              | Gi              | Ve              | Sa              | Do              | Lu              | Ma              | Me              | Gi              | Ve              | Sa              | Do              | Lu              | Ma              |                 |
| Novembre        | Me              | Gi              | Ve              | Sa              | Do              | Lu              | Ma              | Me              | Gi              | Ve              | Sa              | Do              | Lu              | Ma              | Me              | Gi              | Ve              | Sa              | Do              | Lu              | Ma              | Me              | Gi              | Ve              | Sa              | Do              | Lu              | Ma              | Me              | Gi              |                 |                 |
| Dicembre        | Ve              | Sa              | Do              | Lu              | Ma              | Me              | Gi              | Ve              | Sa              | Do              | Lu              | Ma              | Me              | Gi              | Ve              | Sa              | Do              | Lu              | Ma              | Me              | Gi              | Ve              | Sa              | Do              | Lu              | Ma              | Me              | Gi              | Ve              | Sa              | Do              |                 |